# نمرود (شهر)

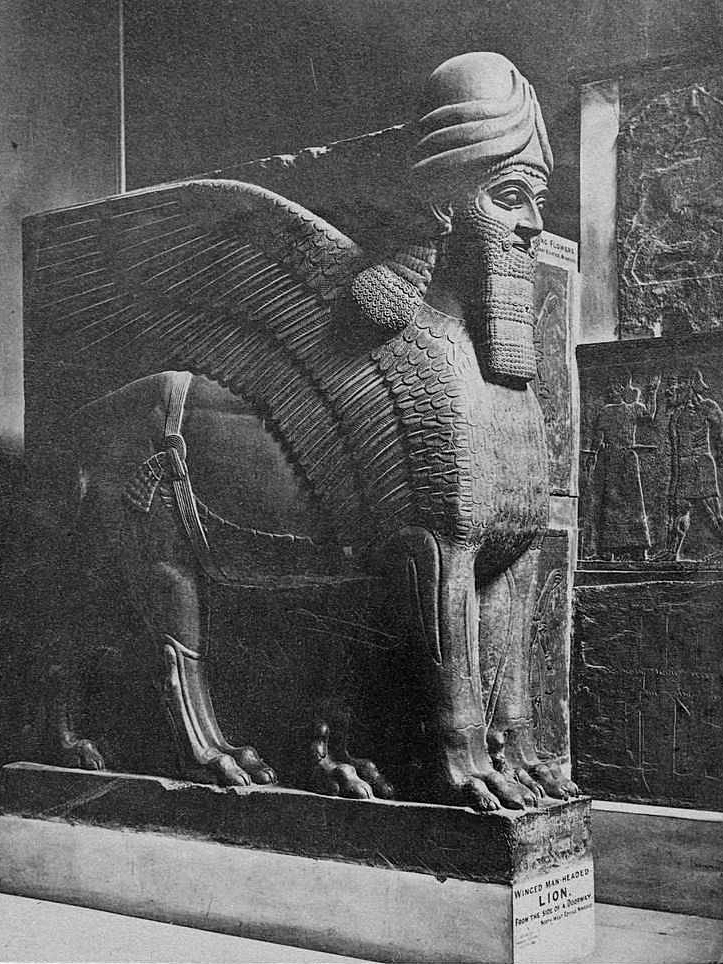
یکی از لاماسوهای نگهبان در نیمرود، موزه بریتانیا، لندن

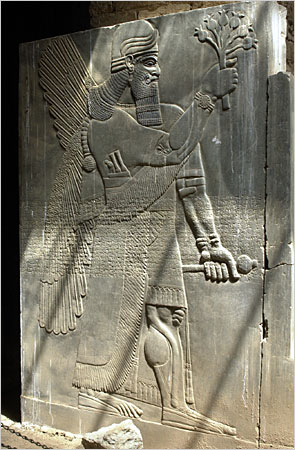
ستون سنگی (استل) از نیمرود

نیمرود یا شهر نمرود، یا کالح (به عربی: کالح، النمرود) یک شهر آشوری باستانی در میان‌رودان (بین‌النهرین) شمالی در ساحل رود دجله بوده‌است؛ آشوری‌ها آن را در زبان محلی «کلخو»(Kalxu, Kalhu) و در زبان عربی «کال» و «کالخ» و «کالخو» می‌نامیدند. بعدها باستان‌شناسان نام آن را از روی نام نیمرود، نیمرود (Nimrud) گذاشتند.
خرابه‌ها و بقایای شهر، امروزه در یک کیلومتری روستای النعمانیه در استان نینوا و حدود ۳۰ کیلومتری جنوب شرق شهر موصل در شمال عراق کشف شده‌است. گفته می‌شود که شهر نیمرود با شهر توراتی کالاح (کالخ) منطبق می‌باشد.
نیمرود مساحتی در حدود ۳۶۰ هکتار را دربر می‌گرفته‌است.

## نیمرود در زمانآشور-ناصیر-پال دوم
این شهر را پادشاه آشور شلمنسر یکم ساخت و شهر مزبور حدود هزار سال وجود داشت و در سدهٔ سیزدهم پیش از میلاد پایتخت گردید، ولی پس مدتی دچار رکود شد تا اینکه دوباره آشور-ناصیر-پال دوم پادشاه آشور به آن توجه نمود و آن را پایتخت خود قرار داد، به این ترتیب شهر مزبور شهرت و معروفیت فراوان پیدا کرد. آشورناصیرپال دوم با به‌کارگیری هزاران اسیر و برده، کاخی بزرگ و معبدها و ساختمان‌های بسیار بر ویرانه‌های شهر پیشین ایجاد کرد و در شکوفایی شهر کوشید. بناهایی که در دورهٔ شکوفایی در این شهر وجود داشت، مجموعه‌ای کم‌نظیر از هنر و فرهنگ متعالی باستانی محسوب می‌شد. دیواری دراز دور شهر را دربرمی‌گرفت. در سال ۸۷۹ پ. م یک مراسم بازگشایی مجلل و باشکوه به همراه ضیافتی شاهانه و محتشم برگزار گردید و ما اکنون از راه لوح نوشته‌ای از چگونگی این مراسم آگاهی داریم. شهر دارای تعدادی باغ‌های گیاه‌شناسی و یک باغ ویژهٔ جانورشناسی بود. نیمرود تا سال ۷۰۶ پ. م پایتخت آشور باقی ماند و در آن تاریخ، سارگون دوم پادشاه آشور پایتخت را به دور شاروکین (خورسابادکنونی) انتقال داد.
در قصر آشور-ناصیر-پال دوم کتیبه‌های بسیاری بر سنگ آهک (کربنات کلسیم) و نقش برجسته‌هایی بر مرمر سفید تهیه شده بود. بر روی یکی از کتیبه‌های مزبور چنین می‌نوشت:
کاخی از چوب‌های سرو، سدر لبنانی، ناژو، ارس (پیرو، اربس، به درختان و بته‌های همیشه سبز می‌گویند)، چوب توسه (چوب شمشاد، گیاه از جنس شمشاد یا توسکا)، چوب توت (درخت شاه توت)، چوب درخت پسته و درخت گز برای سکونت و زندگی شاهانه‌ام، و برای خوشایند وجود اربابانه و بزرگوارانه‌ام تا ابدالدهر، در آنجا پی افکندم. حیوانات کوه‌ها و حیوانات دریاها، از سنگ آهک و مرمر سفید، به زینت آراستم و بر دروازه‌های آن گستردم.
این کتیبه‌ها، همچنین غنایمی را که در قصر ذخیره شده بود را توصیف می‌نمایند:
نقره، طلا، سرب، مس و آهن، غنایم و چپاول و غارت دستان من از سرزمین‌هایی که آنها را تحت سلطهٔ خویش درآورده‌ام، به مقادیر فراوان برگرفتم و در آن نهادم.

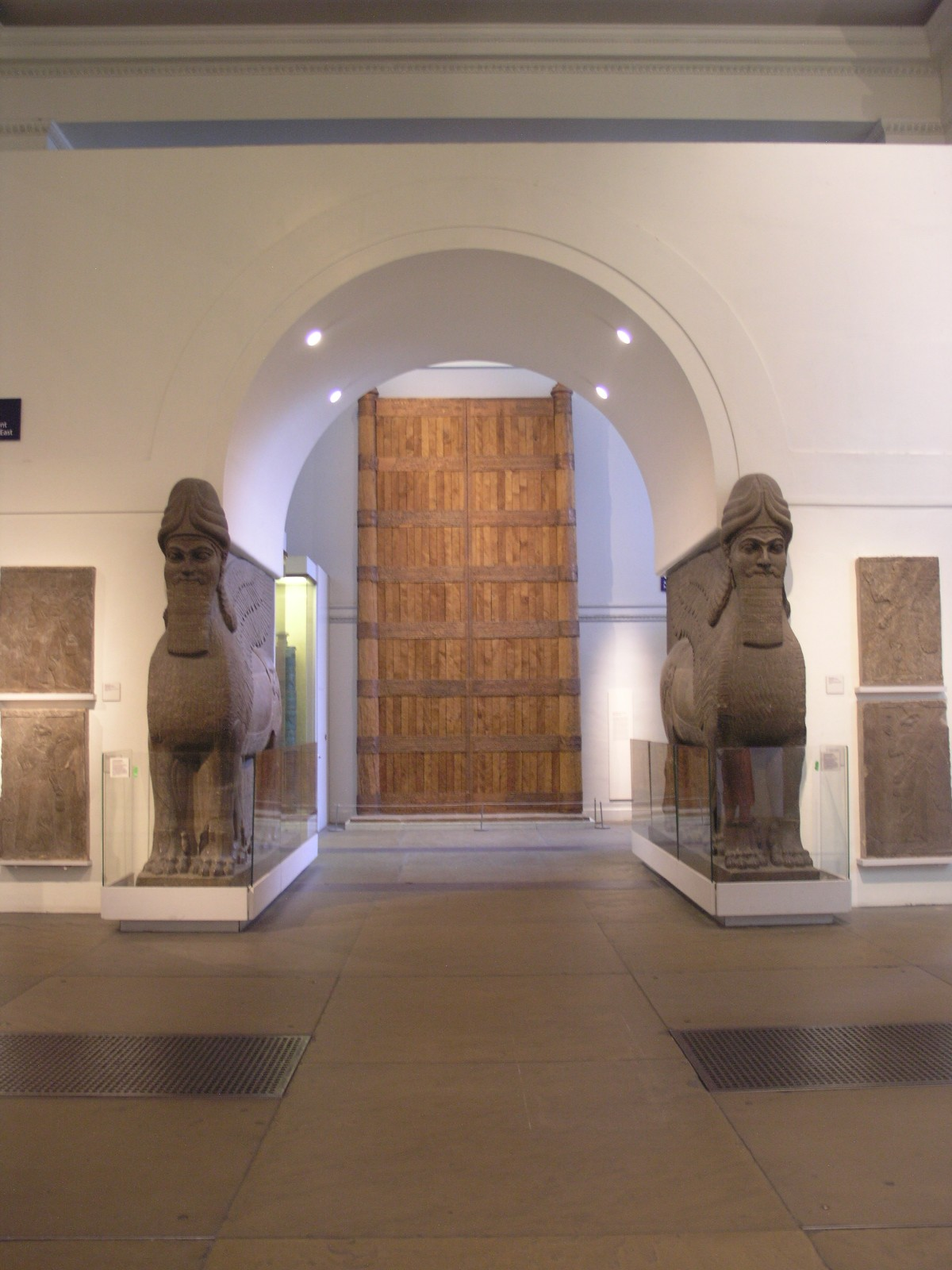
شیرهای بالدار با سر انسان (لمسو) و نقش برجسته‌های قصر شمال غربی آشور-ناصیر-پال دوم در نیمرود و دروازه‌های بلاوات، موزه بریتانیا، لندن

افزون بر این‌ها، کتیبه‌های مزبور ضیافت‌ها و جشن‌ها و عیش و نوش‌های او را که پس از فتح‌هایی که کرده بوده برپا می‌داشته‌است، توصیف می‌کنند. در هر صورت قربانیان او از فتوحی که می‌کرده، بسیار ترسان و مضطرب می‌گشتند، متن مزبور در این خصوص می‌گوید:
بسیاری از اسرایی را که در بند آورده بودم، در آتش بسوختم. بسیار اسیر گرفتم، زنده از بعضی از آنان، دستانشان را از مچ ببریدم، از دیگران بینی‌ها، گوش‌ها و انگشتان را، چشمان بسیاری از سربازان را از حدقه بیرون آوردم، مردان و زنان جوان و کودکانشان را آتش زدم و سوزاندم.

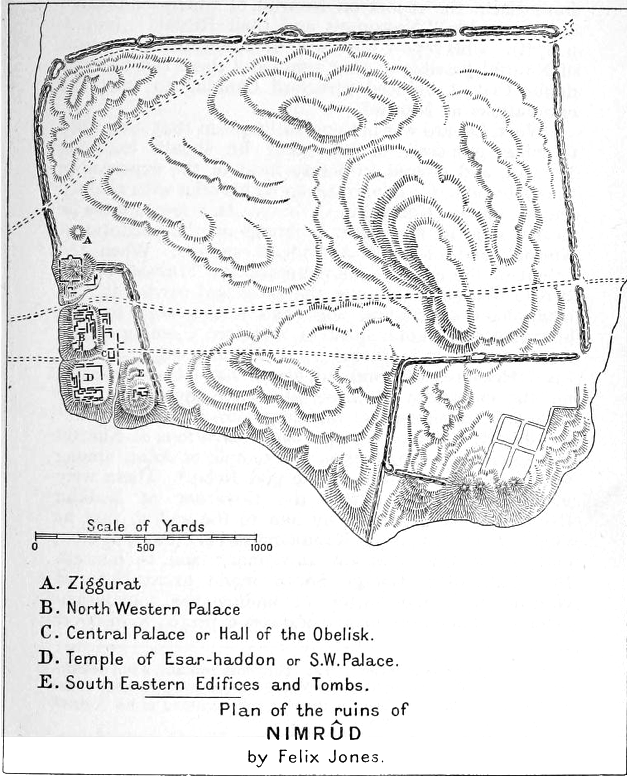
نقشهٔ شهر نیمرود

وی دربارهٔ فتحی دیگر چنین می نویساند:
من پوست آن اشراف و نجبایی را که شورش کرده بودند، کندم و آنها را بر ساختمان‌ها و ابنیه گستردم.
پادشاه مزبور در جایی دیگر از به صلابه کشیدن برخی از قربانیان و زنده به گور کردن برخی دیگر در درون دیوارهای کاخش سخن می‌گوید.
نقش برجسته‌های آشور-ناصیر-پال دوم هم تصاویر پادشاه مزبور را در حالی که به وسیلهٔ ارواح نگهبان بالدار فرا گرفته شده یا در شکار یا به هنگام جنگ و لشکرکشی نشان می‌دهند. هر یک از این نقش برجسته‌ها، متن نوشته شده‌ای در درون خود دارند. این متون یا یکسان هستند یا به همدیگر بسیار شبیهند و به همین دلیل کتیبهٔ استاندارد نامیده می‌شوند. این متون، اصل و نسب آشور-ناصیر-پال دوم را تا سه نسل پیش معین می‌کنند، پیروزی‌ها و کامیابی‌های نظامی‌اش را برمی‌شمارند، مرزهای امپراتوری‌اش را تعیین می‌کنند، از روابط شاه با خدایان می‌گویند و می‌گویند که وی چگونه شهر نو کلخو (کالح) را انشاء نمود و کاخش را در آنجا بنا کرد. همچنین به دستور وی دروازهٔ بزرگی در آن شهر ساخته شده بود. آن قسمت از قصر که شناخته شده‌است، ۲۰۰ متر از شمال به جنوب و ۱۲۰ متر از شرق به غرب طول دارد. تصاویر و مجسمه‌هایی که در قصر ساخته شده‌است، به‌طور تلویحی و با زبان بی‌زبانی می‌گویند که پادشاه به این دلیل که خادم خدایان بوده‌است، از سوی آنان با قدرتی الهی و ملکوتی محافظت می‌شده‌است.

## نیمرود در زمان شلمنسر سوم
شلمنسر سوم پسر آشور-ناصیر-پال دوم بود و کاخی در نیمرود ساخت که در جلال و حشمت از کاخ پدرش پیشی گرفت، وسعت این کاخ حدوداً دو برابر کاخی بود که پدرش در آن شهر ساخته بود و مساحتی در حدود ۴۹۰۰۰ مترمربع را در بر می‌گرفت. این کاخ بیش از ۲۰۰ اتاق را در خود جای می‌داده‌است.

## تخریب شهر نمرود توسط داعش
داعش در تاریخ ۱۲ آوریل ۲۰۱۵ ویدئویی را منتشر کرد که اعضای این گروه را در حال تخریب این شهر باستانی نشان می‌دهد. افراد داعش با بولدوزر و مواد منفجره به جان آثار باستانی افتادند و نمرود، یکی از گنجینه‌های باستانی عراق را عملاً با خاک یکسان کردند. داعش هدف خود را از این کار بت‌شکنی اعلام کرد.

## نگارخانه

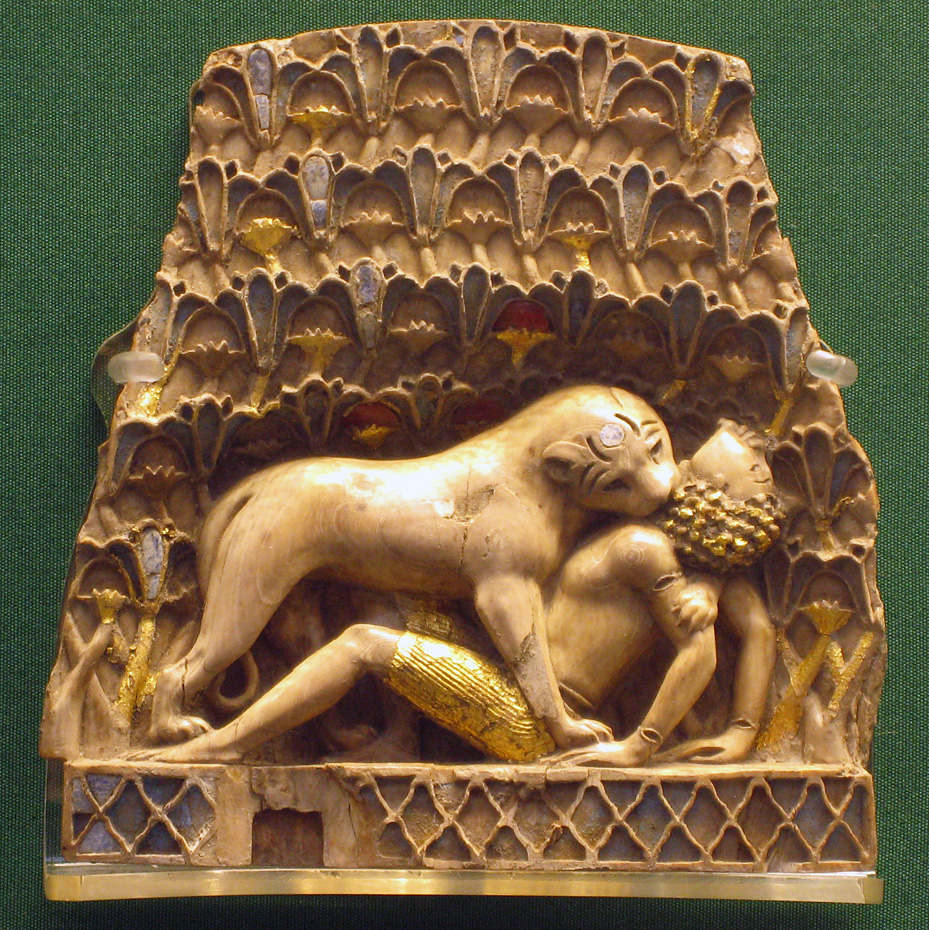
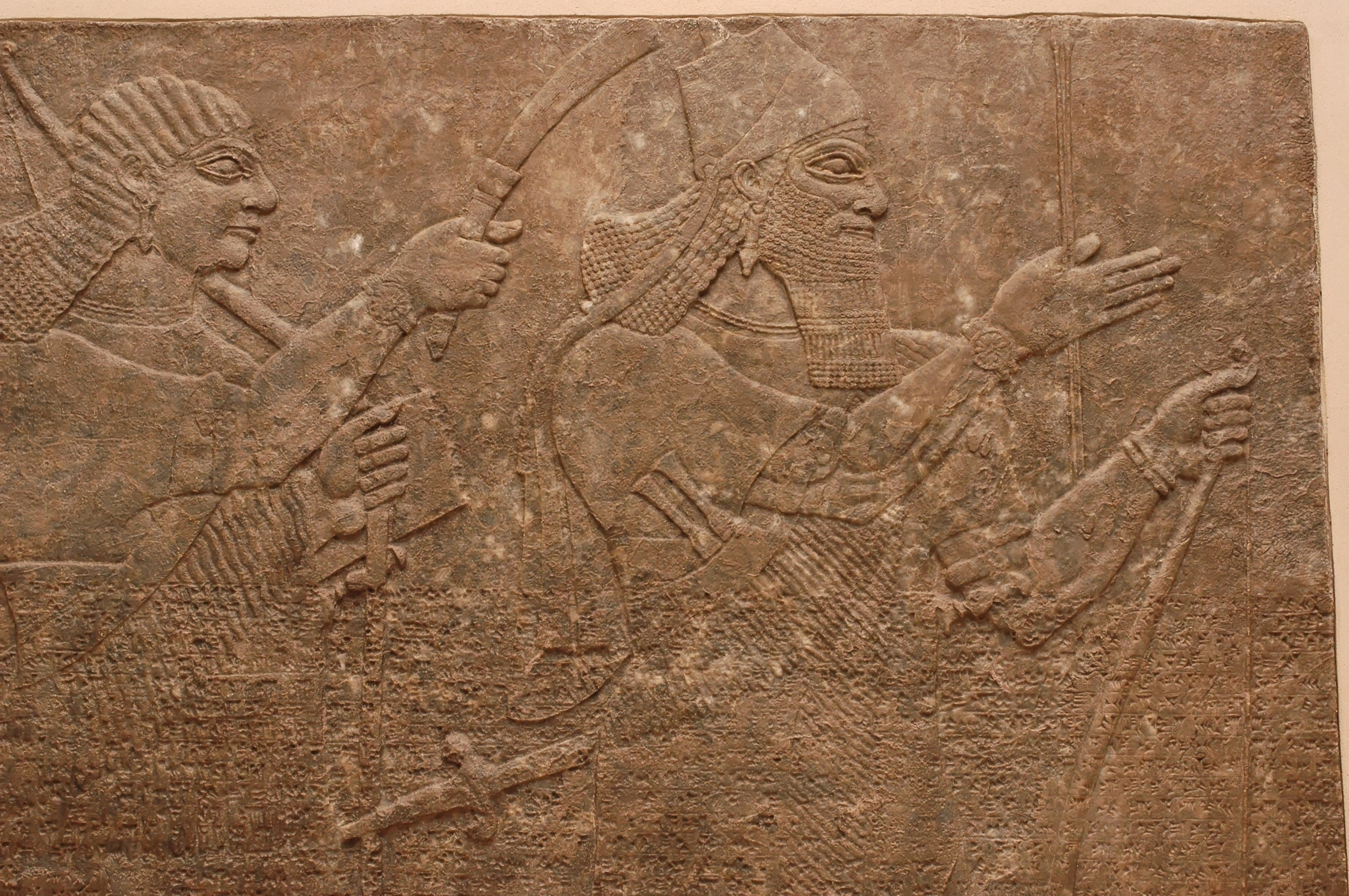
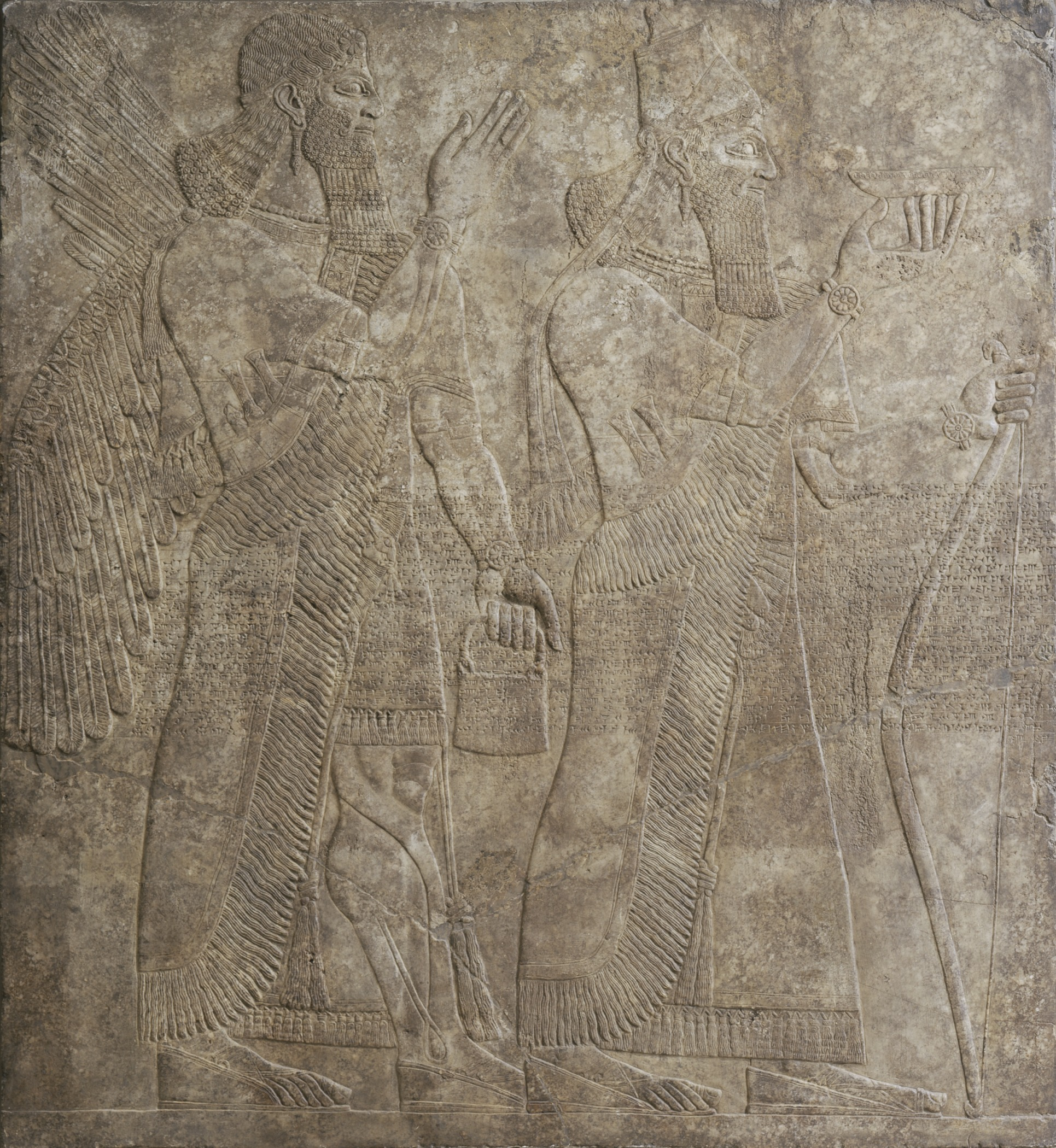
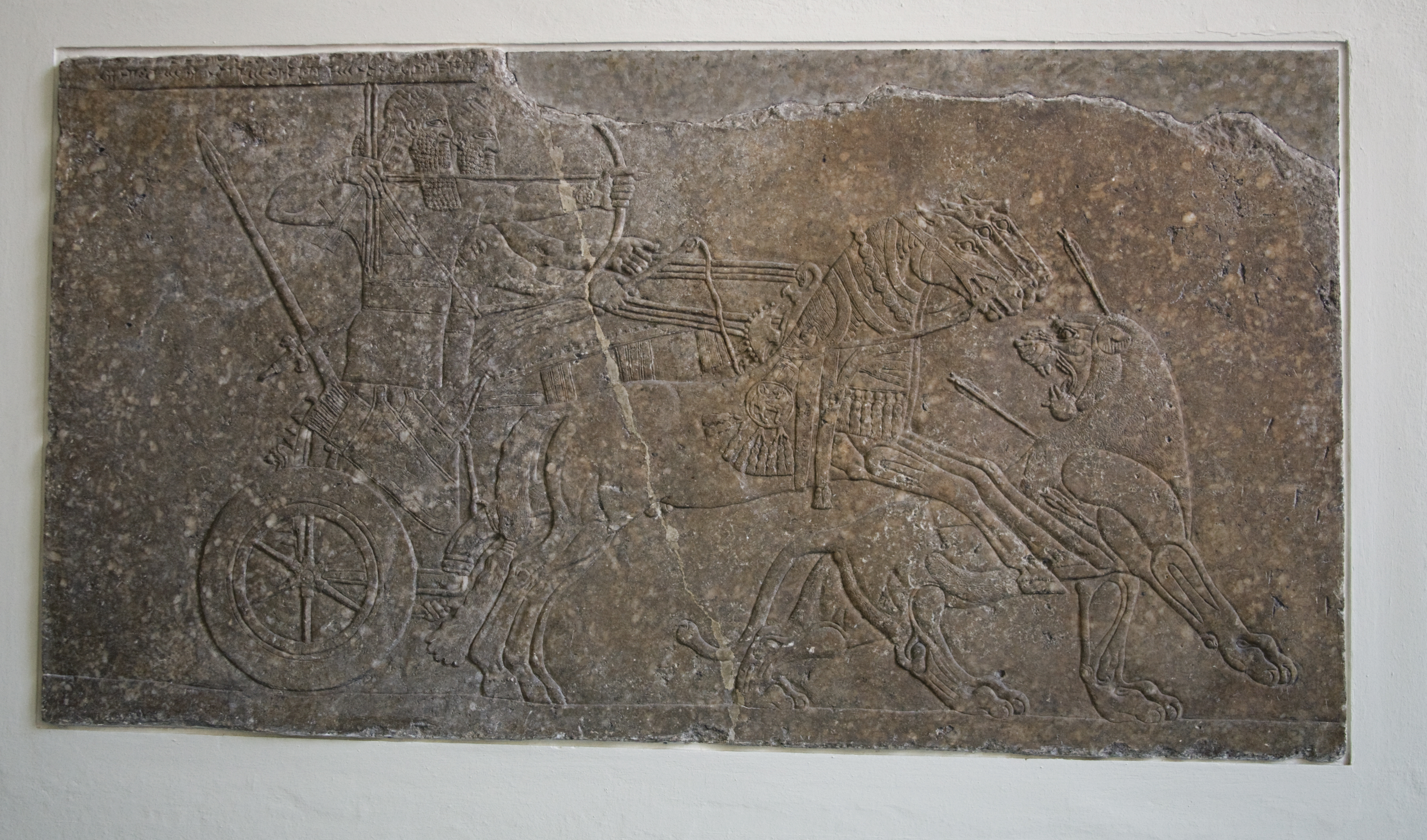
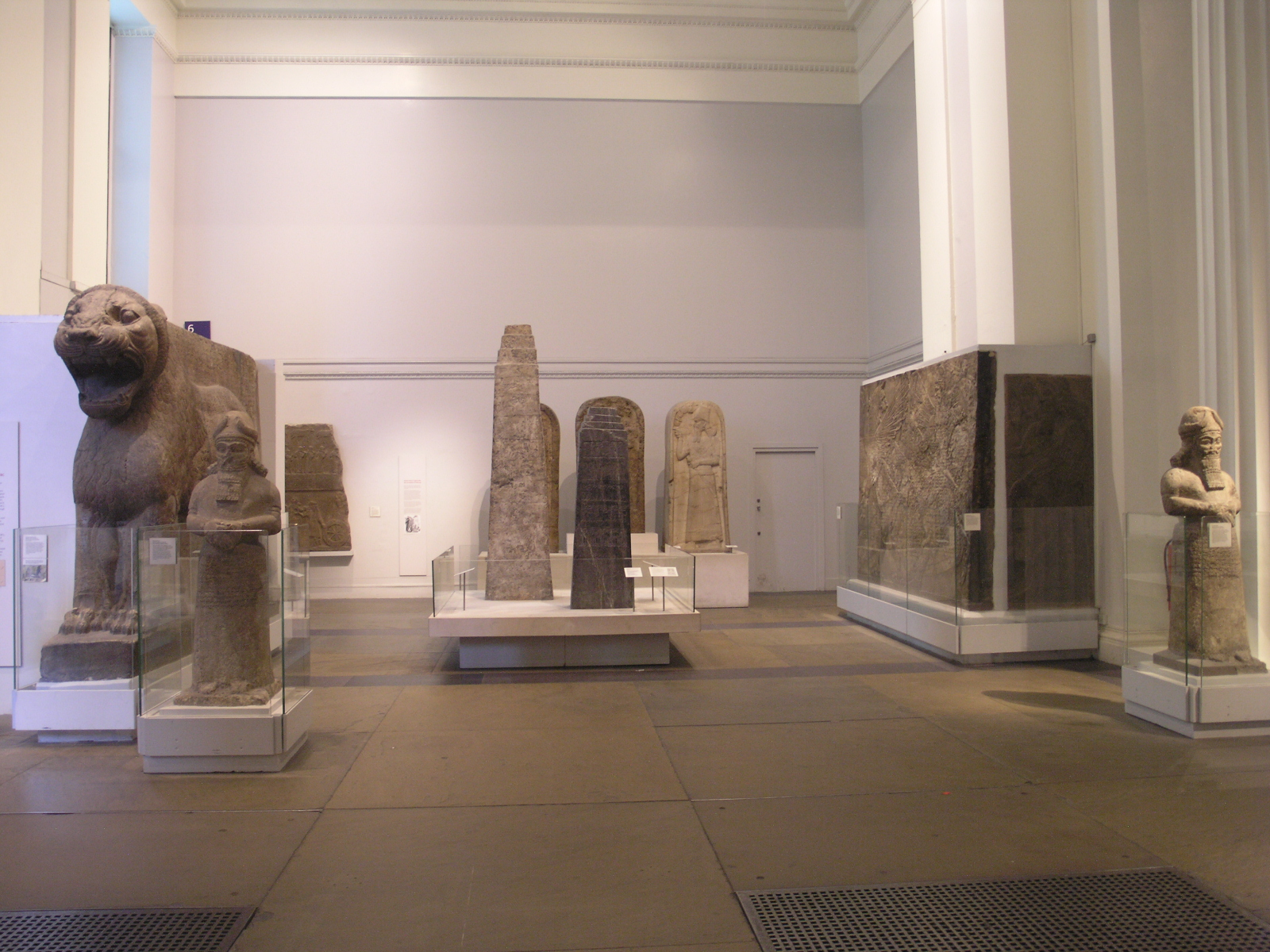
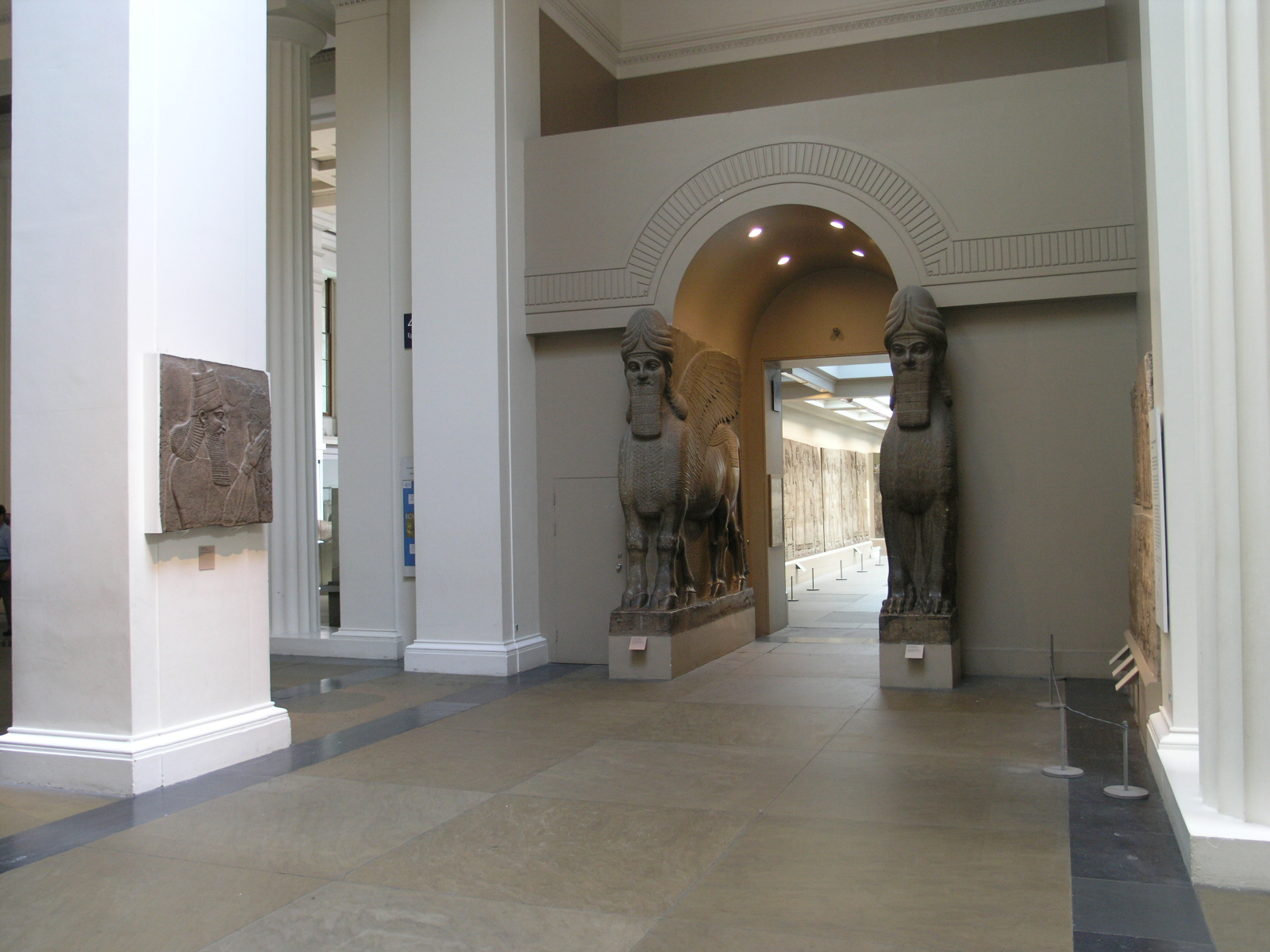
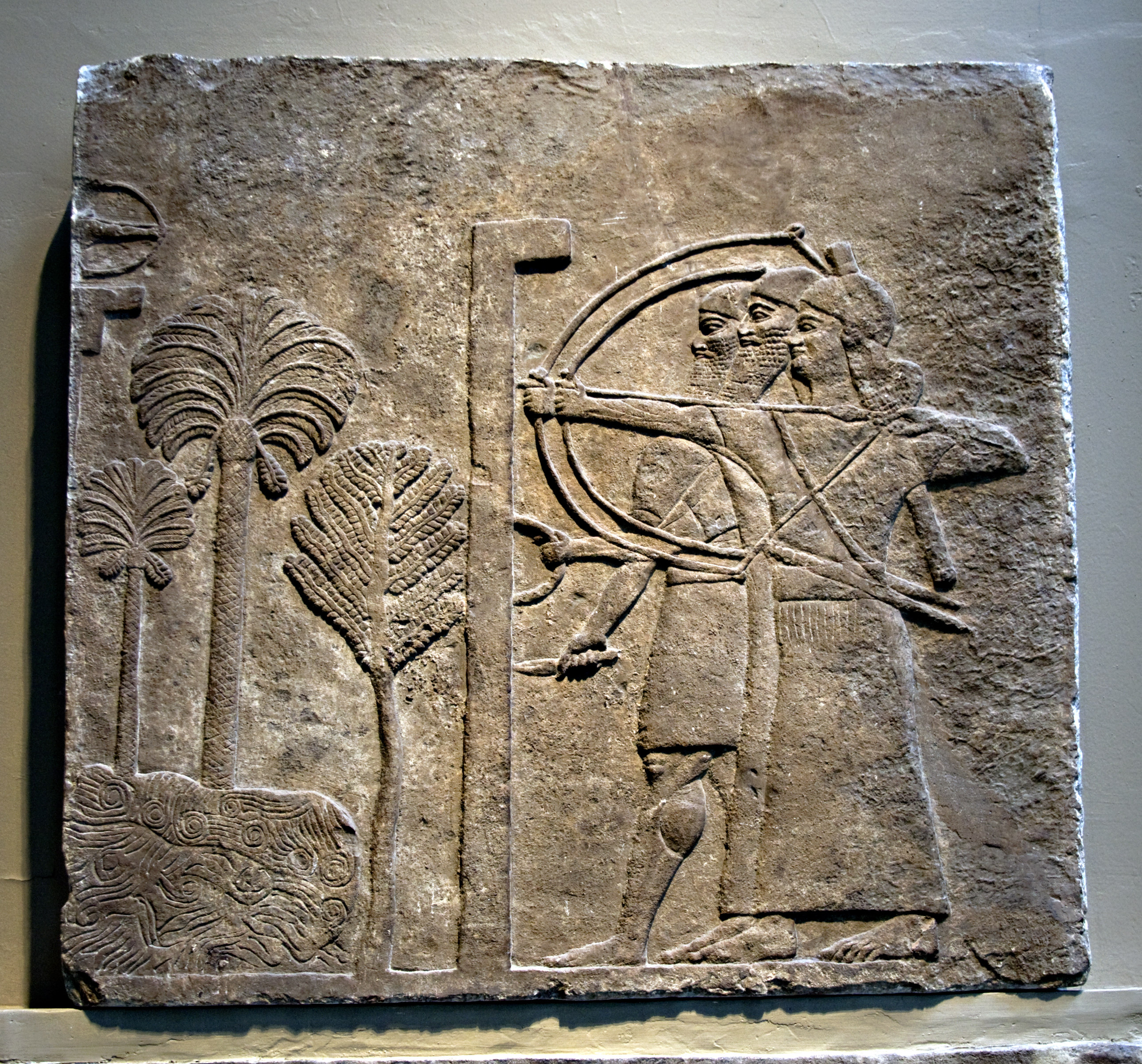
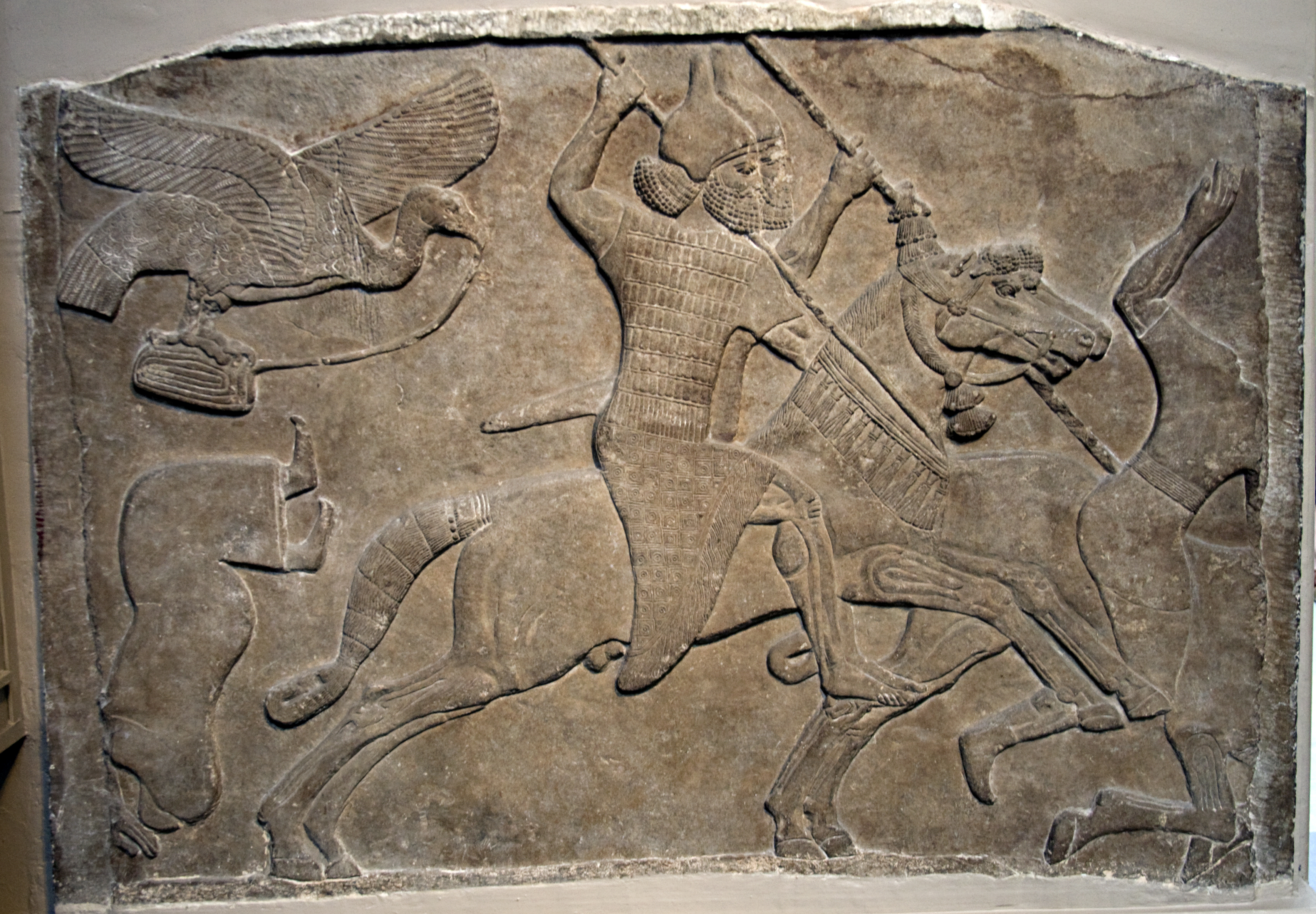
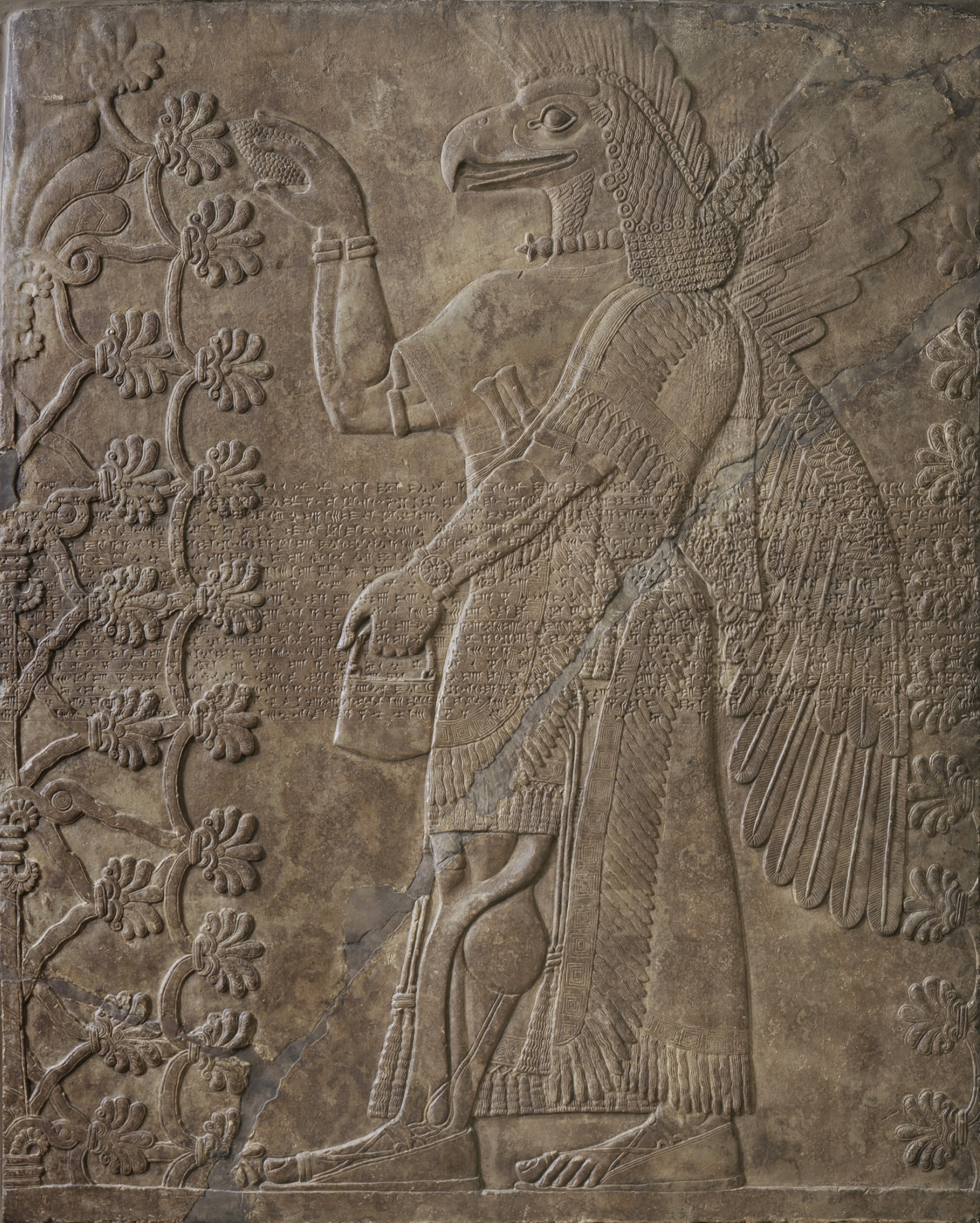
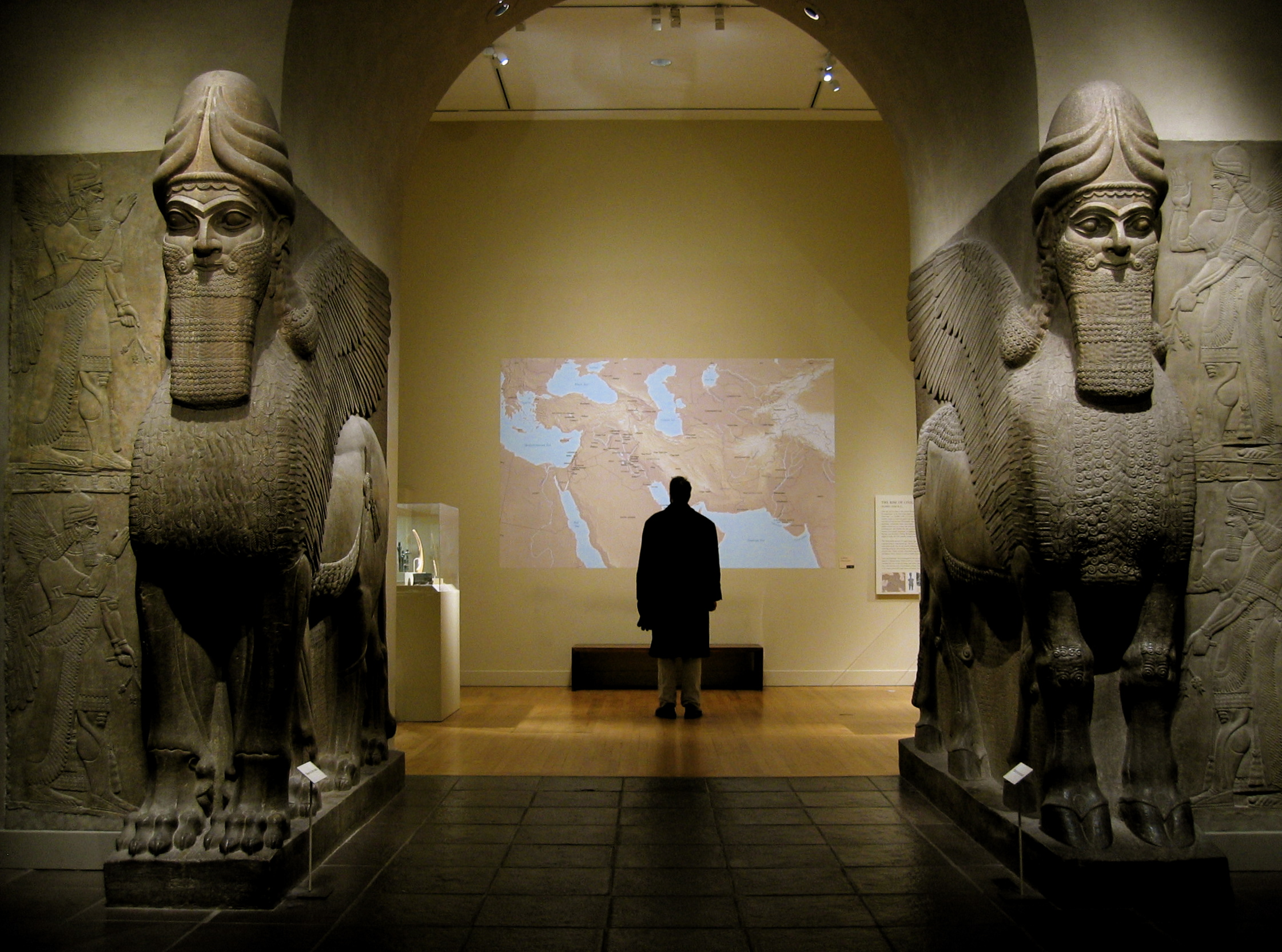
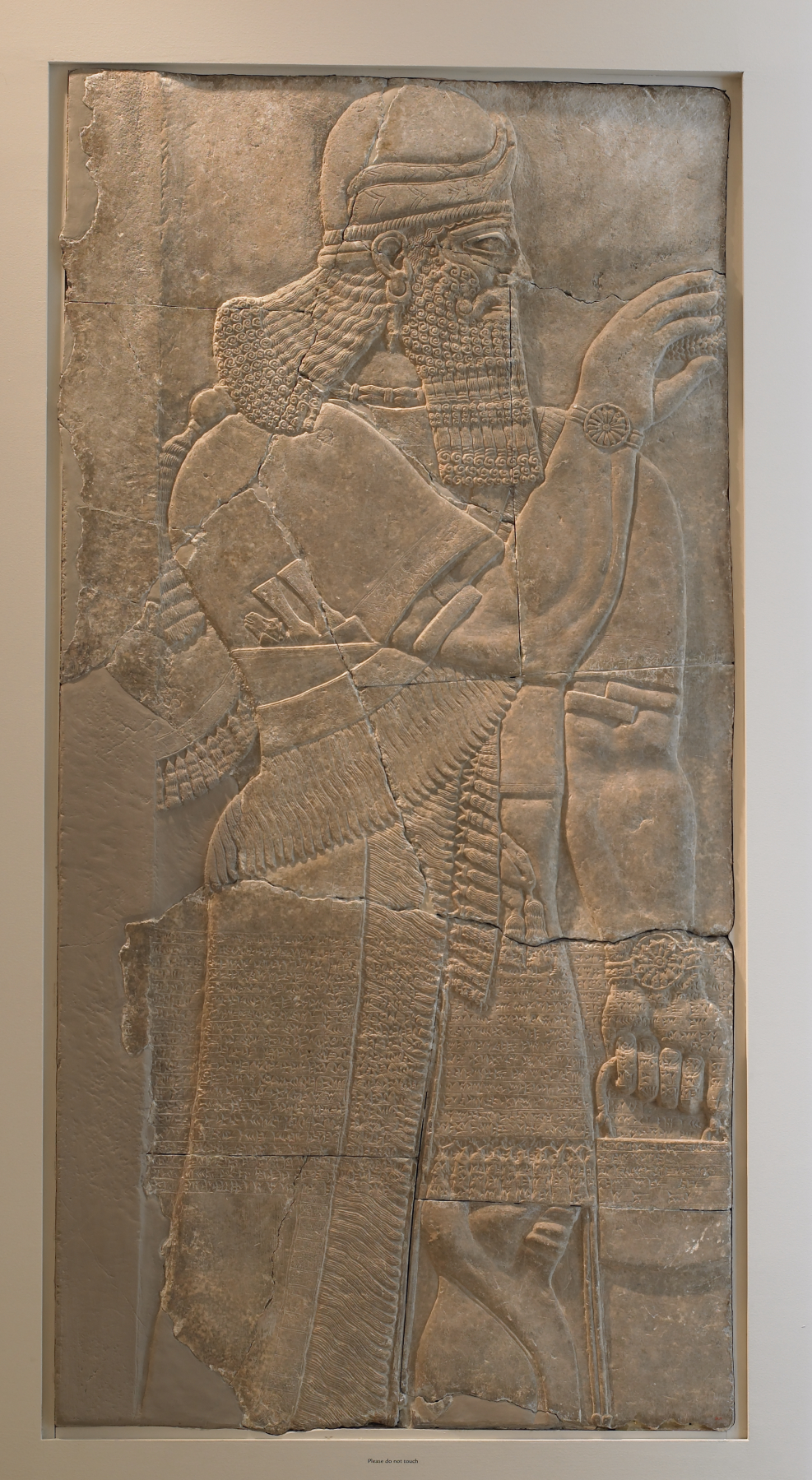
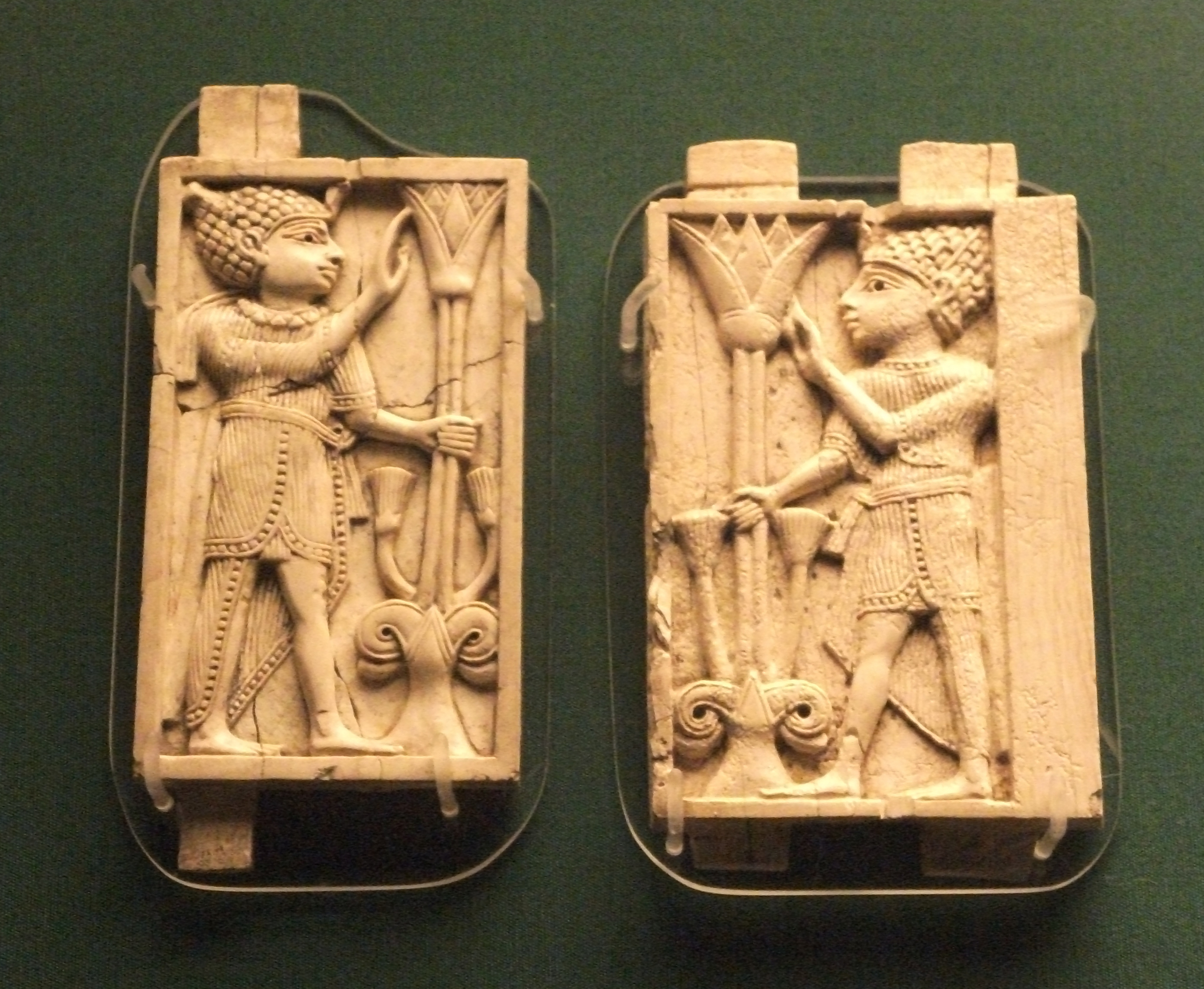
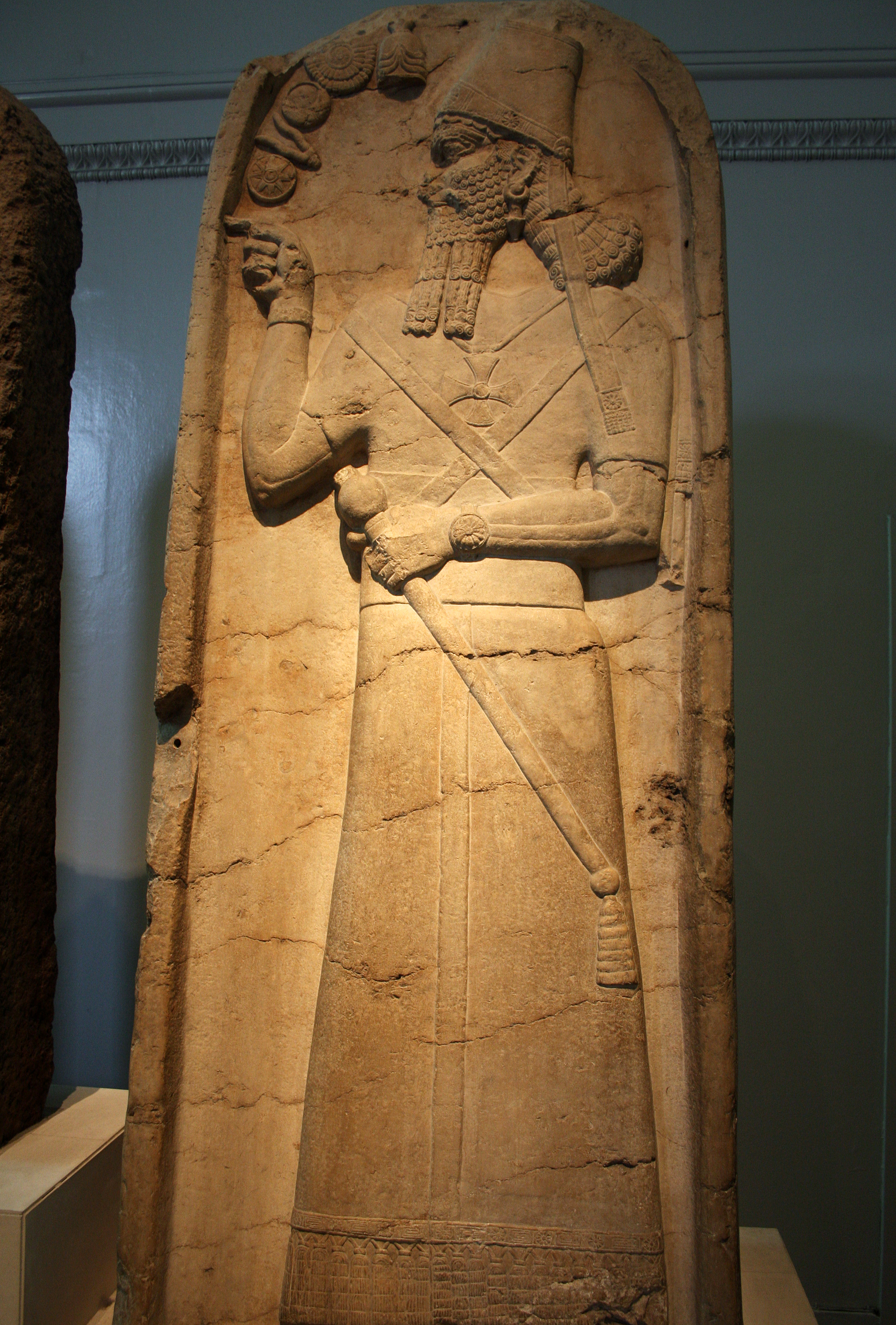
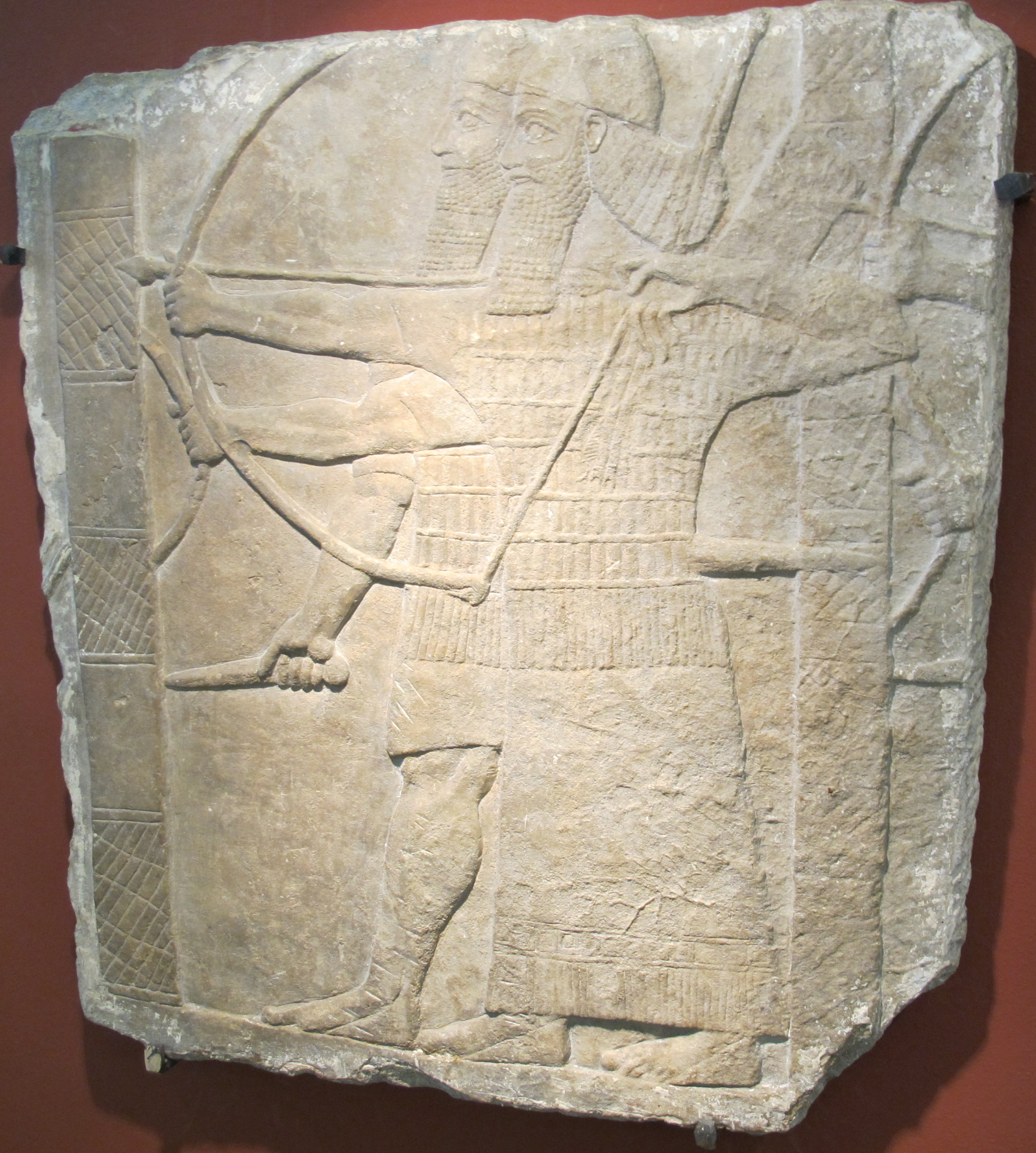
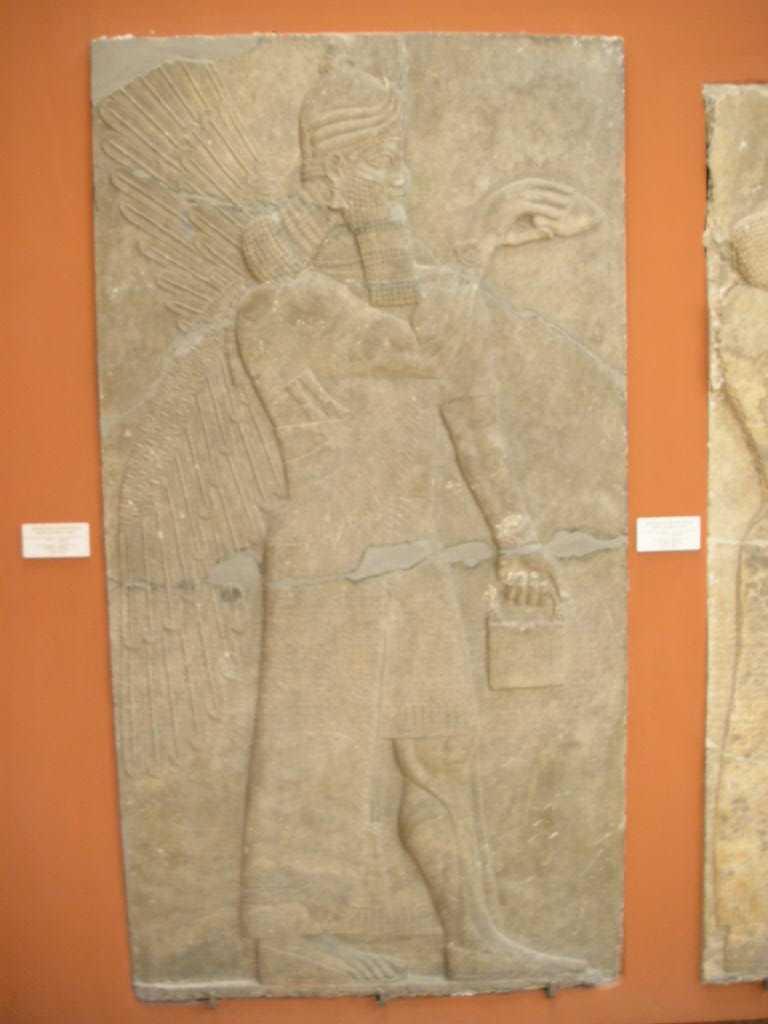
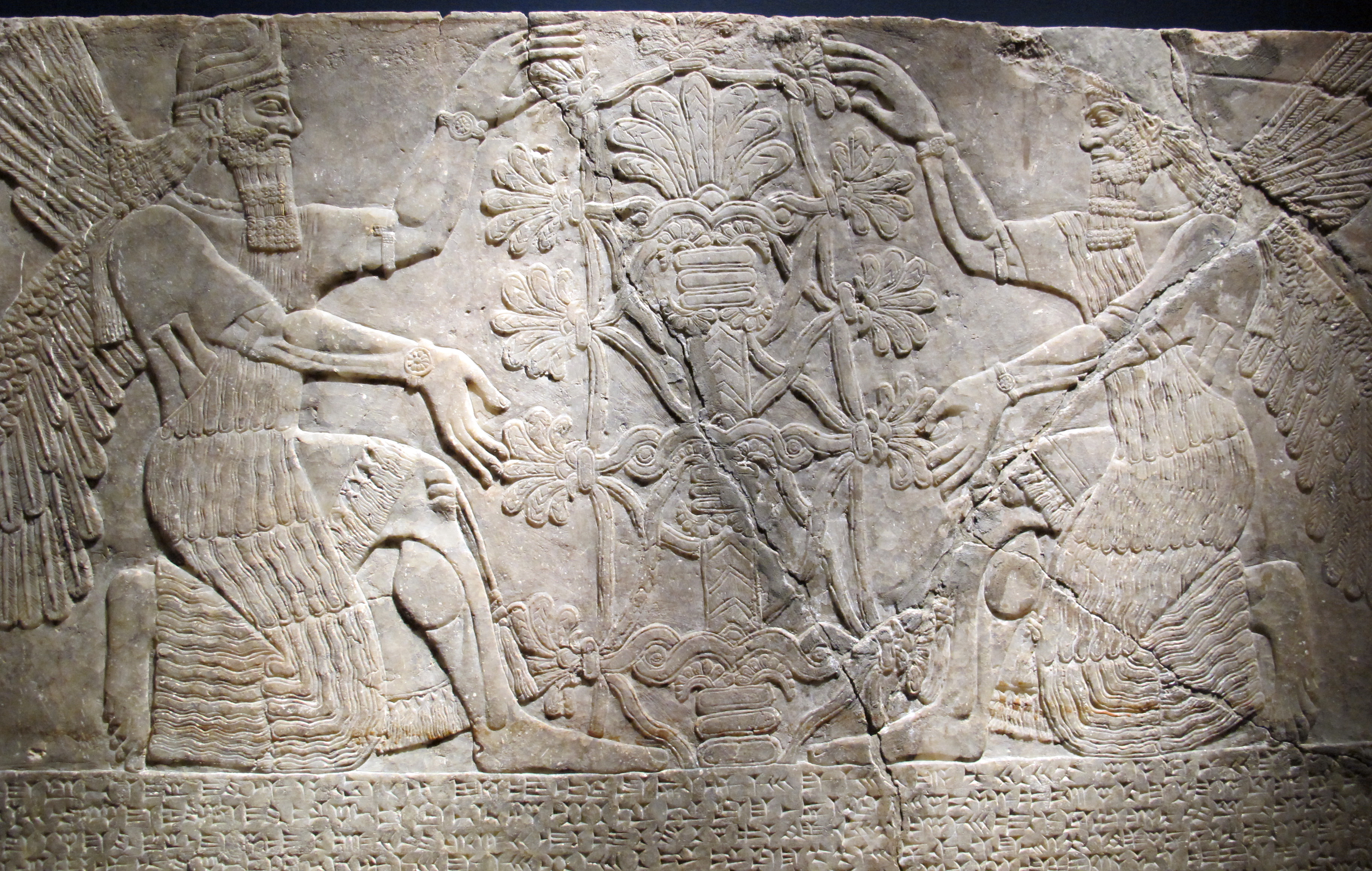

## پانوشت‌ها
1. ↑  http://farsi.alarabiya.net/fa/middle-east/2015/03/06/داعش-شهر-باستانی-نمرود-را-با-بولدوزر-تخریب-می-کند.html
2. ↑  Nimrod، در کتاب مقدس، نیمرود یک قهرمان شکارچی اساطیری است و خدای شهر کالاه به‌شمار می‌رود.
3. ↑  هر هکتار ۱۰٬۰۰۰ مترمربع است.
4. ↑  Shalmaneser,Shulmanu-Asharedu
5. ↑  Khorsabad، خرس‌آباد، خرستاباد (Khorostabad) هم گفته‌اند، برخی‌ها خرصاباد هم (با صاد) می‌نویسند.
6. ↑  Balawat Gates
7. ↑  تخریب آثار به‌جای مانده از شهر باستانی نمرود توسط اسلام گرایان گروه داعش یورونیوز فارسی